# ヘルプ! (ビートルズの曲)
「ヘルプ!」（Help!）は、ビートルズの楽曲である。1965年7月にシングル盤として発売され、全英シングルチャートとBillboard Hot 100の両方で第1位を獲得した。また、同年に公開された映画『ヘルプ!4人はアイドル』のテーマ曲であり、5作目のイギリス盤公式オリジナル・アルバム『ヘルプ!』のタイトル曲にしてオープニング・ナンバーでもある。
レノン＝マッカートニー名義となっているが、主にジョン・レノンによって書かれており、一部ポール・マッカートニーが手伝っている。1980年の『プレイボーイ』誌のインタビューで、レノンは「ビートルズにまつわるあれこれは想像を遥かに超えることばかりだった。『ヘルプ!』を書いたとき、僕は本当に助けを求めていた」と語っている。
ローリング・ストーンの選ぶオールタイム・グレイテスト・ソング500では29位にランクされている。

## 背景
ドキュメンタリー『ザ・ビートルズ・アンソロジー』で、レノンはビートルズが急速に成功を収めていた中で、加熱する人気に自己を見失いかけていたと明かしている。その中でレノンが書いたのが本作であり、本作について1980年の『プレイボーイ』誌のインタビューで、「ビートルズにまつわるあれこれは想像を遥かに超えることばかりだった。『ヘルプ!』を書いたとき、僕は本当に助けを求めていた。多くの人はこの曲をただのアップテンポなロックンロールだとしか思っていないだろう。僕も当時は気が付かなかったし、映画のために曲が必要だったから書いただけ。でも後になって僕は心の底から誰かに助けを求めて叫んでいたことに気が付いた。当時の僕は『肥えたプレスリー』状態で、完全に自分を見失っていたんだね。自分が若かった頃…何に対しても恐れずに立ち向かっていた頃に思いを馳せて歌った」と語っている。1971年の『ローリング・ストーン』誌のインタビューで、レノンは「ストロベリー・フィールズ・フォーエバー」や「アイム・ア・ルーザー」と共に「ビートルズの楽曲の中でのお気に入りの1つ」として挙げている。
マッカートニーは、1965年4月にサリー州ウェイブリッジのレノンの自宅でジョンと共に書いたことを明かしており、「ジョンと僕がウェイブリッジにあるジョンの家で映画のために書いた。『絶望から抜け出す』というのがテーマだ」と語っている。

## レコーディング
「ヘルプ!」のレコーディングは、1965年4月13日にEMIレコーディング・スタジオのスタジオ2で行われた。ビートルズは最初にバッキング・トラックを9回録音した。テイク4の段階で下降するギターリフを弾くのが困難であると判断され、後からオーバー・ダビングすることが決まった。テイク9でボーカルとタンバリンを加えたのち、2つのボーカル・トラックがリダクション・ミックスされた。3テイク録音したうち最終テイクとなるテイク12が採用され、ピンポン録音を行った後にジョージ・ハリスンの下降するギターリフがオーバー・ダビングされた。なお、本作はバンドがピンポン録音を行うために2台の4トラック・レコーダーを使用した初の例となった。
1965年5月24日にCTSスタジオで映画用にボーカル・パートの録り直しが行われた。映画で使用された音源では、タンバリンの音が入っていないことから、よりよいボーカル・パフォーマンスを試すことが出来ることに加え、セッション時にボーカルと同じトラックに入っていたタンバリンの音を消去する目的でリレコーディングされたと考えられている。ボーカルの録り直しが完了した後、CTSスタジオで映画のサウンドトラック用のモノラル・ミックスが作成された。レコード用のミックスは6月18日に作成された。モノラル・ミックスがジョージ・マーティンによってテイク12の冒頭のコーラス部分とCTSスタジオでのミックスから残りの部分を繋ぎ合わせて作成されたのに対し、ステレオ・ミックスはテイク12から作成された。
映画用に録り直したボーカル・テイクは、最初期のビデオソフトでしか聴くことができず、後に発売されたソフトではステレオ・ミックスに差し替えられている。1987年に発売されたアルバム『ヘルプ!』のCD盤、2006年に発売されたシルク・ドゥ・ソレイユのショーのサウンドトラック盤『LOVE』、2007年に発売されたDVD『ヘルプ!4人はアイドル』、2015年版『ザ・ビートルズ1』にはリミックスされたステレオ・ミックスが収録された。

## リリース
「ヘルプ!」は、1965年7月19日にキャピトル・レコードから、7月23日にパーロフォンからシングル盤として発売され、B面には「アイム・ダウン」が収録された。Billboard Hot 100と全英シングルチャートの両チャートで第1位を獲得した。『ビルボード』誌の1965年度年間ランキングでは第6位、『キャッシュボックス』誌の年間ランキングでは第11位を獲得した。「ヘルプ!」は、1966年のグラミー賞で4部門にノミネートされたが、いずれの部門でも受賞することはなかった。
1965年8月6日にイギリスで発売されたオリジナル・アルバム『ヘルプ!』やアメリカで8月13日に発売されたキャピトル編集盤『ヘルプ（四人はアイドル）』には、タイトル曲およびオープニング・トラックとして収録された。その後、『オールディーズ』、『ザ・ビートルズ1962年〜1966年』、『レアリティーズ Vol.2』、『リヴァプールより愛を込めて ザ・ビートルズ・ボックス』、『リール・ミュージック』、『20グレイテスト・ヒッツ』、『ザ・ビートルズ1』、『LOVE』などのコンピレーション・アルバムや、サウンドトラック盤『イマジン (オリジナル・サウンドトラック)』にも収録された。なお、キャピトル編集盤に収録された本作は、冒頭にジョージ・マーティンのオーケストラが演奏する「ジェームズ・ボンドのテーマ」が挿入されている。
日本では、1965年8月15日に発売された。『ミュージック・マンスリー』誌に掲載されていた洋楽チャートでは、フランス・ギャルの『夢見るシャンソン人形』に阻まれて1位を逃した。

## プロモーション・フィルム
1965年4月22日に映画『ヘルプ!4人はアイドル』のオープニング映像（モノクロ）として、メンバーが本作を演奏している映像が撮影された。1965年7月より『トップ・オブ・ザ・ポップス』や『Thank Your Lucky Stars』で放送されたが、マイム演奏禁止規定に従い、既に作成していたモノラル・ミックスを破棄し、タンバリンのパートを消去したミックスを作成している。実際の映画では、邪宗・カイリ教の教祖クラングがこの映像を眺めながらダーツを投げつけている。
1965年11月23日にジョゼフ・マグラス監督のもと、新たなプロモーション・フィルムが撮影された。こちらもモノクロ映像で、ワークベンチにまたがって演奏していて、最後に紙吹雪が降ってくるというもの。リンゴ・スターのみドラムを演奏せず、傘を持っている。1965年11月に撮影したプロモーション・フィルムは、2015年に再発売された『ザ・ビートルズ1』に付属のDVD・Blu-rayに収録された。

## ライブでの演奏
ビートルズは、1965年8月1日に生放送された『Blackpool Night Out』に出演し、「ヘルプ!」を演奏した。この時の音源が1996年に発売された『ザ・ビートルズ・アンソロジー2』に収録され、映像が映像作品『ザ・ビートルズ・アンソロジー』に収録された。8月14日にライブ演奏が撮影され、これは翌月に『エド・サリヴァン・ショー』で放送された。
「ヘルプ!」は、1965年のアメリカツアーからセットリストに加えられ、8月のシェイ・スタジアム公演やハリウッド・ボウル公演、年末のイギリスツアーでも演奏された。このうち、8月29日のハリウッド・ボウル公演でのライブ演奏が、1977年に発売された『ザ・ビートルズ・スーパー・ライヴ!』に収録された。また、シェイ・スタジアム公演が1966年にドキュメンタリー『THE BEATLES/シェアスタジアム』として放送されたが、放送時はリレコーディングされた音源が使用された。
マッカートニーは、1990年6月28日にリヴァプールで開催されたコンサートで、レノンへ捧げる歌として「ストロベリー・フィールズ・フォーエバー」や「平和を我等に」とのメドレーで演奏した。

## クレジット（ビートルズ版）
※出典
- ジョン・レノン - リード・ボーカル、12弦アコースティック・ギター（リズムギター）
- ポール・マッカートニー - バッキング・ボーカル、ベース
- ジョージ・ハリスン - リードギター、バッキング・ボーカル
- リンゴ・スター - ドラム、タンバリン

## チャート成績（ビートルズ版）

### 週間チャート
| チャート (1965年)                     | 最高位 |
| ------------------------------------- | ------ |
| オーストラリア (Kent Music Report)    | 1      |
| オーストリア (Ö3 Austria Top 40)      | 5      |
| ベルギー (Ultratop 50 Wallonia)       | 5      |
| ベルギー (Ultratop 50 Flanders)       | 5      |
| カナダ トップシングルス (RPM)         | 1      |
| アイルランド (IRMA)                   | 1      |
| オランダ (Dutch Top 40)               | 1      |
| オランダ (Single Top 100)             | 1      |
| ニュージーランド (Lever Hit Parade)   | 1      |
| ノルウェー (VG-lista)                 | 1      |
| 南アフリカ (Springbok Radio)          | 1      |
| スウェーデン (Kvällstoppen Chart)     | 1      |
| スウェーデン (Sverigetopplistan)      | 100    |
| UK シングルス (OCC)                   | 1      |
| US Cash Box Top 100                   | 1      |
| US Billboard Hot 100                  | 1      |
| 西ドイツ (Media Control Single Chart) | 2      |

| チャート (1976年)   | 最高位 |
| ------------------- | ------ |
| アイルランド (IRMA) | 10     |
| UK シングルス (OCC) | 37     |

### 月間チャート
| チャート (1965年)                           | 最高位 |
| ------------------------------------------- | ------ |
| 日本 (ミュージック・マンスリー洋楽チャート) | 2      |

### 年間チャート
| チャート (1965年)    | 最高位 |
| -------------------- | ------ |
| 南アフリカ           | 8      |
| US Billboard Hot 100 | 7      |
| US Cash Box          | 11     |

## 認定と売上（ビートルズ版）
| 国/地域                    | 認定   | 認定/売上数 |
| -------------------------- | ------ | ----------- |
| France                     |        | 100,000     |
| イギリス (BPI)             | Silver | 987,769     |
| アメリカ合衆国 (RIAA)      | Gold   | 1,000,000^  |
| ^ 認定のみに基づく出荷枚数 |        |             |

## メディアなどでの使用

### テレビ
1988年にフジテレビ系で放送されたドラマ『あそびにおいでョ!』の主題歌として使用された。1994年からテレビ東京系『開運!なんでも鑑定団』のテーマソングとして現在も使われている。かつてはNHK総合の『英語でしゃべらナイト』のオープニング・テーマとしても使用されていたが、2006年4月以降はLOVE PSYCHEDELICOによるカバー・バージョンが使用された。

### その他
イトーヨーカドー各店内で、アレンジされた音源がレジ応援要請BGMとして使用されている。

## カバー・バージョン

### ティナ・ターナーによるカバー
ティナ・ターナーによるカバー・バージョンは、1984年2月にシングル盤として発売され、B面には「ロックンロール・ウィドウ」が収録された。ターナーによるカバー・バージョンは、ザ・クルセイダーズのジョー・サンプル、ウィルトン・フェルダー、ンドゥグ・チャンクラーがプロデュースしており、彼ら3人は演奏でも参加した。シングル盤は、1984年3月18日付の全英シングルチャートで最高位40位を記録した。
1984年5月に発売されたアルバム『プライヴェート・ダンサー』にも収録された。

#### チャート成績（ティナ・ターナー版）
| チャート (1984年)               | 最高位 |
| ------------------------------- | ------ |
| ベルギー (Ultratop 50 Flanders) | 25     |
| オランダ (Single Top 100)       | 14     |
| UK シングルス (OCC)             | 40     |

#### クレジット（ティナ・ターナー版）
- ティナ・ターナー - ボーカル
- アレックス・ブラウン、グウェン・エヴァンス、ジェシカ・ウィリアムズ - バッキング・ボーカル
- チャールズ・フィアリング、デヴィッド・ウォーカー - ギター
- ウィルトン・フェルダー - ベース、サクソフォーン
- ンドゥグ・チャンクラー - ドラム
- ジョー・サンプル - ピアノ、シンセサイザー
- デヴィッド・アーヴィン - プログラミング

### バナナラマ & ラ・ナ・ニー・ニー・ヌー・ヌーによるカバー
バナナラマとラ・ナ・ニー・ニー・ヌー・ヌーによるカバー・バージョンは、コミックリリーフによって行われる「レッド・ノーズ・デイ」のためのチャリティー・シングルとして発売された。
ラ・ナ・ニー・ニー・ヌー・ヌーは、ドーン・フレンチとジェニファー・ソーンダース、キャシー・バークの3名から構成される当シングル限定の企画グループである。グループの名前はバナナラマをもじっており、3人はバナナラマのメンバーのパロディを演じている。

#### 収録曲
| #         | タイトル          | 作詞 | 作曲・編曲 | 時間 |
| --------- | ----------------- | ---- | ---------- | ---- |
| 1.        | 「ヘルプ」(Help)  |      |            | 2:24 |
| 2.        | 「ヘルプ」(Help!) |      |            | 2:24 |
| 合計時間: | 合計時間:         | 4:48 |            |      |

| #         | タイトル                                                                 | 作詞・作曲                                                                                    | 時間  |
| --------- | ------------------------------------------------------------------------ | --------------------------------------------------------------------------------------------- | ----- |
| 1.        | 「ヘルプ (エクステンデッド・ヴァージョン)」(Help (Extended Version))     | レノン＝マッカートニー                                                                        | 6:19  |
| 2.        | 「ラヴ・イン・ザ・ファクトリー」(Love In The Factory (Extended Version)) | サラ・ダリン カレン・ウッドワード ジャッキー・オサリバン ストック・エイトキン・ウォーターマン | 4:17  |
| 合計時間: | 合計時間:                                                                | 合計時間:                                                                                     | 10:36 |

| #         | タイトル                                                                 | 作詞・作曲                                                                                    | 時間  |
| --------- | ------------------------------------------------------------------------ | --------------------------------------------------------------------------------------------- | ----- |
| 1.        | 「ヘルプ (エクステンデッド・ヴァージョン)」(Help (Extended Version))     | レノン＝マッカートニー                                                                        | 6:30  |
| 2.        | 「ヘルプ」(Help)                                                         | レノン＝マッカートニー                                                                        | 2:23  |
| 3.        | 「ラヴ・イン・ザ・ファクトリー」(Love In The Factory (Extended Version)) | サラ・ダリン カレン・ウッドワード ジャッキー・オサリバン ストック・エイトキン・ウォーターマン | 4:16  |
| 合計時間: | 合計時間:                                                                | 合計時間:                                                                                     | 13:09 |

#### チャート成績（バナナラマ版）
| チャート (1989年)   | 最高位 |
| ------------------- | ------ |
| アイルランド (IRMA) | 3      |
| UK シングルス (OCC) | 3      |

### その他のアーティストによるカバー
- 尾藤イサオ、内田裕也 - 1965年に発売されたオムニバス盤『レッツ・ゴー・モンキー』に収録。日本語でのカバー。
- ディープ・パープル - 1968年に発売されたアルバム『ハッシュ』に収録。
- カーペンターズ - 1970年に発売されたアルバム『遥かなる影』に収録。バラード調にアレンジされた。
- カエターノ・ヴェローゾ - 1975年に発売されたアルバム『ジョイア』に収録。
- ダムド - 1976年に発売されたシングル盤『ニュー・ローズ』のB面に収録。
- Michiro, Get the Help! - 1985年に発売された『オデッセイ・1985・SEX』に収録。
- RCサクセション - 1988年に発売されたライブ・アルバム『コブラの悩み』に収録。日本語でのカバー。
- 松岡計井子 - 1989年に発売されたカバー・アルバム『松岡計井子 ビートルズをうたう』に収録。
- つんく♂ - 2000年に発売されたNHK-BSでの企画によるビートルズのカバー・アルバム『A HARD DAY'S NIGHT つんくが完コピーやっちゃったヤァ!ヤァ!ヤァ! Vol.1』に収録。
- LOVE PSYCHEDELICO - 2006年にNHK『英語でしゃべらナイト』のテーマ曲としてカバー。シングル『Aha! (All We Want)』に収録されたほか、『Dream Power ジョン・レノン スーパー・ライヴ2006』でも演奏した。
- 吉井和哉　- 2007年12月28日の日本武道館公演で演奏。翌年に発売されたライブ・ビデオ『KAZUYA YOSHII LIVE DVD BOX 『LIVE LIVE LIVE』』にライブ映像が収録された。
- サザンオールスターズ - 2015年の『WOWOW presents サザンオールスターズ LIVE TOUR 2015 「おいしい葡萄の旅」』で演奏[50]。翌年に発売されたライブ・ビデオ『おいしい葡萄の旅ライブ –at DOME & 日本武道館-』にライブ映像が収録された[51]。
- ヒメーシュ・パテル - 2019年に公開された映画『イエスタデイ』の劇中で演奏[52]。同作のサウンドトラック盤にも収録された[53]。